# Razvezani jezik
Razvezani jezik – Prosti slovar žive slovenščine – internetowy słownik żywego języka słoweńskiego. Został założony w 2004 roku i stanowi słoweński odpowiednik anglojęzycznego Urban Dictionary. Serwis dokumentuje wyrazy z różnych domen użycia języka słoweńskiego, m.in. wyrażenia książkowe i potoczne, a także archaizmy, idiomy, elementy slangu i dialektyzmy.
W latach 2004–2007 ok. 500 różnych autorów napisało 1300 artykułów. W 2014 roku słownik zawierał 4200 haseł. W rankingu Alexa serwis był notowany na miejscu 3 008 704 (grudzień 2020).